# Eduardo Risso (Ruderer)
Eduardo Gilberto Risso Salaverría (* 1. November 1925 in Montevideo; † 12. Januar 1986 in Montevideo) war ein uruguayischer Ruderer. Er gewann 1948 eine olympische Silbermedaille.
Bei der olympischen Ruderregatta 1948 auf der Themse bei Henley belegte Risso im ersten Vorlauf den zweiten Platz hinter dem Australier Mervyn Wood, hatte dabei aber über zehn Sekunden Rückstand. Im Hoffnungslauf setzte sich Risso mit sieben Zehntelsekunden gegen den Schweizer H. J. Keller durch. Es wurden drei Halbfinals ausgetragen, von denen jeweils nur der Sieger ins Finale aufrückte, Risso gewann sein Rennen mit 4 Zehntelsekunden Vorsprung auf den US-Amerikaner Kelly. Das Finale erreichten Mervyn Wood, Eduardo Risso und der Italiener Romolo Catasta. So knapp Rissos vorherige Läufe waren, so eindeutig verlief das Finale. Wood gewann mit über 13 Sekunden vor Risso, der seinerseits über 13 Sekunden vor Catasta ins Ziel kam.
1951 nahm Risso auch an den Panamerikanischen Spielen teil.
Bei den olympischen Ruderregatta 1952 in Meilahti, einem Stadtteil von Helsinki, war erstmals die Sowjetunion am Start. Risso traf in seinem Vorlauf auf den Vertreter der Sowjetunion Juri Tjukalow, der den Vorlauf vor Risso gewann. Die beiden Halbfinales gewannen der Brite Tony Fox und Juri Tjukalow, Risso kam in seinem Halbfinale hinter Fox und Mervyn Wood ins Ziel. In drei Hoffnungsläufen wurden neben den Halbfinalsiegern drei weitere Finalteilnehmer ermittelt. Risso wurde in seinem Hoffnungslauf nur Dritter und verpasste damit das Finale, das Tjukalow vor Wood gewann.